# Campionati giapponesi di ski cross 2023
I Campionati giapponesi di ski cross 2023 si sono svolti ad Kashimayari il 9 aprile. Il programma ha incluso sia la gara femminile che la gara maschile. 
Trattandosi di competizioni valide anche ai fini del punteggio FIS, vi hanno partecipato anche sciatori di altre federazioni, senza che questo consentisse loro di concorrere al titolo nazionale giapponese.

## Risultati

### Uomini
| Pos. | Atleta          | Nazione  |
| ---- | --------------- | -------- |
| 1    | Ryuto Kobayashi | Giappone |
| 2    | Ryo Sugai       | Giappone |
| 3    | Aso Suzuki      | Giappone |
| 4    | Tetsuya Furuno  | Giappone |

### Donne
| Pos. | Atleta            | Nazione  |
| ---- | ----------------- | -------- |
| 1    | Hana Suzuki       | Giappone |
| 2    | Sakurako Mukogawa | Giappone |
| 3    | Tomoko Hasegawa   | Giappone |
| 4    | Yukine Takeuchi   | Giappone |